# Afrikaanse civetkat
De Afrikaanse civetkat (Civettictis civetta) is de grootste in Afrika voorkomende civetkatachtige. Soms wordt de Afrikaanse civetkat in het geslacht Viverra geplaatst, maar meestal in zijn eigen geslacht, Civettictis.

## Uiterlijke kenmerken
De Afrikaanse civetkat is een stevig, gedrongen roofdier met korte poten en een lange, volle staart. De ruige, losse vacht is over het algemeen grijs van kleur, en bedekt met een grote variatie aan zwarte vlekken en strepen. Van de kruin van de kop tot de staart loopt een zwarte streep. De ledematen zijn zwart, evenals een brede vlek die loopt van de borst over de keel naar de ogen. Over het voorhoofd loopt een brede bleke band en de snuit is wit. Twee zwarte strepen lopen van de oren via de nek naar de borst. Van de nek tot de staartwortel loopt een kraag.
De Afrikaanse civetkat heeft een kop-romplengte van 68 tot 95 centimeter, een staartlengte van 40 tot 53 centimeter en een lichaamsgewicht van 7 tot 20 kilogram.

## Verspreiding en leefgebied
De Afrikaanse civetkat leeft in een grote verscheidenheid aan habitats, waaronder open savannen en bossen, zolang er voldoende beschutting is. Hij mijdt woestijnen en heeft een voorkeur voor met bossen afgewisselde grasvlakten en in moerasachtige streken. De Afrikaanse civetkat komt in bijna geheel Afrika ten zuiden van de Sahara voor, met uitzondering van het grootste deel van Namibië en Zuid-Afrika (met uitzondering van Transvaal), Eritrea en de drogere delen van de Hoorn van Afrika.

## Leefwijze
Het is een opportunistische omnivoor. Op zijn menu staan onder andere kleine en middelgrote zoogdieren tot de grootte van een haas of een mangoeste, amfibieën, reptielen, aas, bessen, vruchten, plantenwortels en scheuten. Hij eet ook planten en dieren die oneetbaar zijn voor veel andere dieren, waaronder giftige vruchten (Strychnos), gifslangen en miljoenpoten. Ook vangen ze pluimvee, waarbij ze veel schade kunnen aanrichten aan een boerenbedrijf. De Afrikaanse civetkat kan tot twee weken zonder voedsel.
De Afrikaanse civetkat beweegt zich voort met trage, behoedzame stappen of een bedaard drafje. Het is een vrij stil dier. Bij gevaar maakt hij een diep grommend geluid.

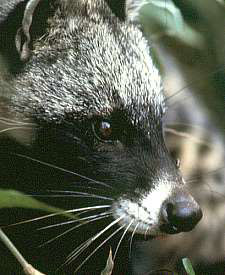
Kop van de Afrikaanse civetkat

De Afrikaanse civetkat is een nachtdier. Overdag verblijft hij in een natuurlijk hol of tussen dichte begroeiing. De Afrikaanse civetkat heeft geen vaste holen, maar rust in iedere geschikte schuilplaats. Hij leeft solitair en agressief tegenover andere civetkatten, behalve in de paartijd. Zelfs jongen in één nest zijn agressief tegen elkaar. Confrontaties worden door verscheidene communicatietechnieken voorkomen. De reuk is sterk ontwikkeld, waardoor dieren een territorium van een ander kunnen herkennen aan de geurmarkeringen. Bij een directe ontmoeting neemt de civetkat meerdere posities aan, waaronder het opzetten van de vacht. De contrasterende vachttekening draagt hier bij aan de communicatie.
Om zijn woongebied te markeren legt hij duidelijk herkenbare mestheuvels aan, die sterk ruiken door de muskus uit de anaalklieren onder de staart. Ook markeert hij duidelijk zichtbare plaatsen in zijn territorium, als rotsen en boomstronken langs paden en de stammen van vaak bezochte fruitbomen. Deze muskus werd vroeger verwerkt in parfums, en om bij de stof te komen werden civetkatten gehouden en "gemolken". Tegenwoordig zijn er chemische alternatieven.

## Voortplanting
Na een draagtijd van 60 tot 72 dagen worden tot vier jongen geboren in een hol, een spleet, een termietenheuvel of tussen dichte begroeiing. Na een maand eten de jongen hun eerste vaste voedsel. Bij mogelijk gevaar bevriezen de jongen, bij dreigend gevaar sissen en spugen ze naar het gevaar.